# Palimpsest (bok)
Palimpsest är en serieroman från 2016 av Lisa Wool-Rim Sjöblom.
Boken är en kritisk uppgörelse med verksamheten med adoptioner från Korea, och beskrivs av en recensent som "en oerhört viktig bok" och en del av en adoptionskritisk litteratur som kommer att påverka den västerländska självbilden.
Boken har översatts till flera språk, däribland engelska, koreanska och spanska.

## Utgåvor
- Sjöblom, Lisa Wool-Rim (2016). Palimpsest. Stockholm: Galago. Libris 18545862. ISBN 9789170379000
  - Sjöblom, Lisa Wool-Rim; Strömberg Hanna, Wyver Richey (2019) (på engelska). Palimpsest: documents from a Korean adoption. Montreal: Drawn and Quarterly. Libris bm2hs4cf8zvgt1lt. ISBN 9781770463301
  -  (på spanska) Palimpsesto. Översättning: Carmen Montes. Barbara Fiore Editora. 2019. ISBN 978-84-16985-09-8. https://www.barbarafioreeditora.com/catalogo/palimpsesto